# Casalattico
Casalattico är en ort och kommun i provinsen Frosinone i regionen Lazio i Italien. Kommunen hade 546 invånare (2018).